# Rhipha fulminans
Rhipha fulminans là một loài bướm đêm thuộc phân họ Arctiinae, họ Erebidae.